# SBB Am 843
De Am 843 is een dieselhydraulische locomotief locomotief van het type Vossloh G 1700-2 BB treinen van de Schweizerische Bundesbahnen (SBB).

## Geschiedenis
De locomotieven werden door ontworpen uit het type G 1202 en DE 1002 en verder ontwikkeld door Vossloh, vroeger bekend als Maschinenbau Kiel (MaK).

## Constructie en techniek
De locomotief heeft een stalen frame. De dieselmotor een Caterpillar van het type 3512B DI-TA-SCAC met een gereduceerd vermogen van 1500 kW. De transmissie is een Voith van het type L 5r4 zseU2. Deze locomotieven kunnen tot vier stuks gecombineerd rijden. De stuurstand bevindt zich aan de linkerzijde.

### Nummers
De locomotieven worden door de Schweizerische Bundesbahnen (SBB) als volgt genummerd en ingezet bij de volgende bedrijfsonderdelen:
- Am 843 001 - 028: Railinfrastructuur, vervoer van treinen bestemd voor het onderhoud aan de eigen spoorlijnen.
- Am 843 026 - 028: zijn voor gebruik op de trajecten Mattstetten - Rothrist en Frutigen - Visp voorzien van ETCS Level-2.
- Am 843 041 - 043: SBB, rangeren van personentreinen in Basel.
- Am 843 050, 052 - 095: SBB Cargo, lichte goederen treinen en rangeerdelen in Zwitserland en in Duitsland.
- Am 843 091 - 095: zijn voor inzet in Weil am Rhein en Freiburg zijn aan de rechterzijde voorzien van een tweede stuurstand.